# Girls (Tina Turner)
Girls is een nummer van de Amerikaanse zangeres Tina Turner, uitgebracht als de vierde single van haar album Break Every Rule uit 1986. Het nummer werd geschreven door David Bowie en Erdal Kızılçay en werd geproduceerd door Terry Britten. Phil Collins speelde de drums op het nummer. Het bereikte de zestiende plaats in de Nederlandse Top 40 en de negentiende positie in de Single Top 100.
Bowie nam later het nummer zelf op in twee verschillende versies tijdens de sessies van zijn eigen album Never Let Me Down, een met Engelse tekst en een met Japanse tekst. Beide versies verschenen als B-kant op zijn single "Time Will Crawl" uit 1987.
Een liveversie van Turner verscheen op haar album Tina Live in Europe in 1988. Een langere versie van de opname van Bowie verscheen op de heruitgave van Never Let Me Down uit 1995.

## Hitnoteringen

### Nederlandse Top 40
| Hitnotering: 28-02-1987 t/m 04-04-1987 | Hitnotering: 28-02-1987 t/m 04-04-1987 | Hitnotering: 28-02-1987 t/m 04-04-1987 | Hitnotering: 28-02-1987 t/m 04-04-1987 | Hitnotering: 28-02-1987 t/m 04-04-1987 | Hitnotering: 28-02-1987 t/m 04-04-1987 | Hitnotering: 28-02-1987 t/m 04-04-1987 | Hitnotering: 28-02-1987 t/m 04-04-1987 |
| Week:                                  | 1                                      | 2                                      | 3                                      | 4                                      | 5                                      | 6                                      |                                        |
| -------------------------------------- | -------------------------------------- | -------------------------------------- | -------------------------------------- | -------------------------------------- | -------------------------------------- | -------------------------------------- | -------------------------------------- |
| Positie:                               | 35                                     | 26                                     | 17                                     | 16                                     | 20                                     | 38                                     | uit                                    |

### Nationale Hitparade top 50 /Single Top 100
| Hitnotering: 21-02-1987 t/m 25-04-1987 | Hitnotering: 21-02-1987 t/m 25-04-1987 | Hitnotering: 21-02-1987 t/m 25-04-1987 | Hitnotering: 21-02-1987 t/m 25-04-1987 | Hitnotering: 21-02-1987 t/m 25-04-1987 | Hitnotering: 21-02-1987 t/m 25-04-1987 | Hitnotering: 21-02-1987 t/m 25-04-1987 | Hitnotering: 21-02-1987 t/m 25-04-1987 | Hitnotering: 21-02-1987 t/m 25-04-1987 | Hitnotering: 21-02-1987 t/m 25-04-1987 | Hitnotering: 21-02-1987 t/m 25-04-1987 | Hitnotering: 21-02-1987 t/m 25-04-1987 |
| Week:                                  | 1                                      | 2                                      | 3                                      | 4                                      | 5                                      | 6                                      | 7                                      | 8                                      | 9                                      | 10                                     |                                        |
| -------------------------------------- | -------------------------------------- | -------------------------------------- | -------------------------------------- | -------------------------------------- | -------------------------------------- | -------------------------------------- | -------------------------------------- | -------------------------------------- | -------------------------------------- | -------------------------------------- | -------------------------------------- |
| Positie:                               | 46                                     | 28                                     | 23                                     | 19                                     | 28                                     | 37                                     | 52                                     | 68                                     | 81                                     | 81                                     | uit                                    |